# Быков, Михаил Михайлович
Михаил Михайлович Быков (род. 3 сентября 1981, Усть-Каменогорск) — российский хоккеист, защитник.

## Биография
Воспитанник усть-каменогорского хоккея, затем перешёл в омский «Авангард». В сезонах 1996/97 — 1997/98 играл за фарм-клуб «Авангарда». С 1987 года выступал за «Северсталь-2», в сезоне 1999/2000| дебютировал за «Северсталь» в Суперлиге. По ходу следующего сезона перешёл в СКА. Затем играл в низших российских лигах за клубы «Северсталь-2», «Кедр», «Мостовик» (все — 2001/02), «Кедр», «Мотор» и «Энергия-2» Кемерово (все — 2002/03), «Динамо-Энергия», «Газовик-Универ» (2005/06), «Шахтёр» Прокопьевск (2007/08), «Янтарь» Северск (2009/10). Выступал в клубах Казахстана «Енбек» (2004/05) и «Иртыш» (2006/07).
Участник чемпионата мира среди юниоров (1999)
Видеотренер в команде КХЛ «Куньлунь Ред Стар» с 2019 года.